# A1 Team China
Het A1 Team China was een Chinees raceteam dat deelnam aan de A1 Grand Prix. Het team werd gerund door Astromega.
Eigenaar van het team was Liu Yu. De wagen was rood/geel van kleur.
Het beste resultaat in het kampioenschap was een 13e plaats. Deze plaats werd behaald in 2008. Het team boekte twee podiumplaatsen en stond bekend als een middenmoter.

## Coureurs
De volgende coureurs hebben gereden voor China, met tussen haakjes het aantal races.
- Congfu Cheng (36)
- Jiang Tengyi (21)
- Ho-Pin Tung (20)
- Ma Qing Hua (1)